# 越橘荛花
越橘荛花（学名：Wikstroemia vaccinium）是瑞香科荛花属的植物。分布在印度以及中国大陆的云南等地，生长于海拔3,200米的地区，见于野马川牧场附近，目前尚未由人工引种栽培。